# 코너 프린스
코너 린 프린스(영어: Conner Lynn Prince, 2000년 3월 28일~)는 미국의 사격 선수이다. 주 종목은 스키트로 2024년  하계 올림픽 남자 스키트 종목에서 은메달을 획득했다.